# Loikaws flygplats
Loikaw Airport är en flygplats i Myanmar.   Den ligger i regionen Kayahstaten, i den centrala delen av landet, 110 km öster om huvudstaden Naypyidaw. Loikaw Airport ligger 897 meter över havet.
Terrängen runt Loikaw Airport är platt åt sydväst, men åt nordost är den kuperad. Runt Loikaw Airport är det ganska tätbefolkat, med 86 invånare per kvadratkilometer. Närmaste större samhälle är Loikaw, 1,6 km söder om Loikaw Airport. I omgivningarna runt Loikaw Airport växer huvudsakligen savannskog.